# Еврар де Бар
Еврар де Бар (фр. Évrard des Barres; 1113–1174) — 3-й великий магістр ордену тамплієрів в 1148—1152 роках. Продовжив політику зміцнення майнового і політичного становища ордену.

## Життєпис
Походив з шампаньського шляхетського роду де Бар. Про батьків відсутні якісь достеменні відомості. Народився 1113 року у місті Мо. Точна дата вступу до ордену тамплієрів невідома, втім до початку 1140-х років набув значного впливу при французькому королівському дворі.
1143 року вже обіймав посаду прецептора (орденського намісника) у Французькому королівстві (магістра Галлії). Але можливо призначений був ще раніше. Того року разом з П'єром де Ла Ровером, прецептором в Провансі і Арагоні, брав участь в укладані Жиронської угоди з Рамон-Беренгером IV, графом Барселонським, за яким тамплієри отримали низку орденів в графстві. Невдовзі зростає вплив самого де Бара, що стає хранителем королівської скарбниці Франції.
27 квітня 1147 року в Парижі відбувся капітул на чолі із папою римським Євгенієм III, за участю Людовика VII, короля Франції, вищого французького духівництва та знаті, в якому брали участь 130 тамплієрів на чолі із Евраром де Баром. Тут було ухвалено рішення про початок Другого хрестового походу. Разом з тим папа римський дарував тамплієрам право носити на лівій стороні плаща зображення червоного хреста.
Після цього за дорученням французького короля вирушив на перемовини до візантійського імператора Мануїла I щодо спільних дій та перетину Босфору.
У Константинополі дочекався французького війська, до якого доєднався. У 1148 році в битві біля гори Кадм (на кордоні Карії і Пісідії) врятував короля Людовика VII після поразки від військ Румського султанату. Слідом за цим фактично очолив рештки французів, ставши найближчим радником короля.
По прибуттю до Акри, обирається великим магістром тамплієрів. Навів серед них порядок й дисципліну. Брав участь у нараді, де вирішувався напрямок походу. Низка дослідників вважають саме великого магістра тамплієрів винним в обранні цілі — Дамаску. В подальшому начебто саме тамплієри завадили його захопленню, бажаючи першими вступити до міста. Після невдачі Другого хрестового походу Еврар де Бар повернувся до Європи, залишивши своїм представником на Сході сенешаля Андре де Монбара.
1149 року повернувся до Єрусалиму. Брав участь на чолі 120 лицарів та сержантів у захисті Антіохійського князівства від військ Зенгидів. За збереження нейтралітету між єрусалимським королем Балдуїном III та його матір'ю Мелісендою отримав для ордена місто Газу. Слідом за цим повернувся до Франції, передавши керування на Сході Бернарду де Тремеле.
У 1151 році повернувся до Франції. 1152 року зрікся посади великого магістра, ставши ченцем Клервоського цистерцианського абатства. Тут помер 1174 року. Новим великим магістром став Бернард де Тремеле.